# Gdańsk
Gdańsk (kiejtéseⓘ, [ˈgdaɲsk], kasubul Gduńsk, németül: Danzig [ˈdanʦiç]; latinul: Dantiscum vagy Gedanum, régi magyar neve: Dancka) Lengyelország hatodik legnagyobb városa, egyben legfontosabb kikötője, a Pomerániai vajdaság székhelye. A város a Gdanski-öböl déli szélén, a Balti-tenger partján fekszik, konurbációt alkotva Sopottal, Gdyniával, és több kisebb településsel; ezek a Hármasváros (Trójmiasto) nevű nagyvárosi területet alkotják, mely megközelítőleg 1,5 millió lakost ölel fel. Gdańsk a Motława torkolatánál fekszik, kapcsolódik a Leniwka-hoz, a közeli Visztula folyó deltájának ágához, amely Lengyelország 60 százalékát érinti, és összeköti Gdańskot a lengyel fővárossal, Varsóval. A közeli Gdynia kikötővel együtt Gdańsk egyben iparközpont is.
A város története összetett, a lengyel, a porosz és a német uralom időszakával, valamint az autonómia vagy az önrendelkezés időszakával, mint szabad városállammal. A kora újkorban Gdańsk Lengyelország királyi városa volt. Varsó 18. századi gyors növekedése előtt Lengyelország leggazdagabb és legnagyobb városának tartották. A késő középkorban fontos tengeri kikötő és hajóépítő város volt, a 14. és 15. században pedig a Hanza Szövetség tagja.
A Lengyelország és Németország közötti vitatott régiót „lengyel folyosóként” ismerték. Németország kihasználta a város kétértelmű politikai státuszát és növelve a feszültséget. A folyamatot Lengyelország inváziója zárta le nemzetiségi tisztogatással.
A nyolcvanas években Gdańsk volt a szolidaritási mozgalom szülőhelye, amely nagy szerepet játszott a kommunista uralom megszüntetésében Lengyelországban, és elősegítette a keleti blokk összeomlását, a berlini fal leomlását és a Varsói Szerződés felbomlását.
Gdańskban található a Gdański Egyetem, a Gdański Műszaki Egyetem, a Nemzeti Múzeum, a Gdański Shakespeare Színház, a Második Világháborús Múzeum, a Lengyel Balti Filharmonikusok és az Európai Szolidaritási Központ. A város ad otthont a Szent Domonkos-vásárnak, mely 1260-óta rendeznek meg a városban, Európa egyik legnagyobb kereskedelmi és kulturális eseményének tekintik. Gdańsk világszerte az életminőség, a biztonság és az életszínvonal tekintetében is a rangsor első helyén áll.

## Története
Hosszú története alatt volt: Gyddanyzc, Kdansk, Gdanzc, Dantzk, Dantzig, Dantzigk, Danzig, Dantiscum, Gedanum, Dancka is. Városként Gyddanyzc urbs néven először 999-ben említi Prágai Szent Adalbert (lengyelül Wojciech) legendájának szerzője, Jan Kanapariusz, aki szerint a szent 997-ben járt itt.

### Középkor
A Visztula deltájában már a 7. században kézműves-halászfalu állt, magát a várost 980-ban alapították. Hamarosan a megalakuló Lengyel Királyság része lett, vízparti adottságai miatt „Kelet-Európa Velencéjeként” emlegették. A Pomerániai Hercegség megerősített vára a 10. században épült.
Pomeránia legyőzése után III. Ferdeszájú Boleszláv a Gdański Pomerániát Lengyelországhoz csatolta. Miután II. Nagy Świętopełk (Świętopełk II Wielki) átvette Pomerániában a hatalmat, önállósodásán kezdett. 1242-ben Gdańskot megtámadta a Német Lovagrend, aminek következményeképpen Świętopełk herceg kénytelen volt saját fiát, Mściwojt túszul adni.
IV. Sándor pápa bullája 1260-ban elismerte a város jogát, hogy évente Domonkos napi vásárt tartson. Városi jogokat 1263-ban kapott.
Miután Brandenburg 1271-ben elfoglalta a várost, II. Pomerániai Mściwój Bolesław Pobożny segítségével megszerezte Gdańskot. 1282-ben a kępnói egyezmény értelmében Nagy-Lengyelország fennhatósága alá került a Gdański Pomeránia. 1306-ban Lokietek Ulászló a kujáviai fejedelmet, Kázmért nevezte ki gdański helytartónak, a vár élére pedig Boguszát (Bogussa). A polgárok azonban nem fogadták el egyik helytartó kinevezését sem, hanem fellázadtak ellenük. Segítségül hívták a brandenburgi fejedelmet, aki 1309-ben bevonult Kelet-Pomerániába. A védőfalak nélküli várost a lengyelek feladták, de a várat Bogusza bíró tartotta. A gdański dominikánusok tanácsára segítségül hívták ellenük a Német Lovagrendet. A rend csapatainak közeledtére a brandenburgi sereg nem vállalta az ütközetet, inkább elvonult, de helyette a lovagrend folytatta az ostromot. Először a város, majd a vár egy része került kezükbe, majd amikor élelem utánpótláshoz jutottak, bevették a még lengyel kézben levő falakat és az őrséget is lekaszabolták. A keresztesek nagy vérfürdőt rendeztek a város lakói között, ami miatt panasszal éltek V. Kelemen pápánál, aki az ügy kivizsgálására bizottságot hívott össze. 1343-ban békét kötöttek a keresztesekkel, aminek eredményeképpen Nagy Kázmér lemondott Gdańskról. 1346-ban Heinrich Dusemer, a keresztesek nagymestere oklevelet adott ki, amely megsemmisítette a lübecki törvény szerinti városi jogokat és felváltotta a chełmnói törvénnyel.

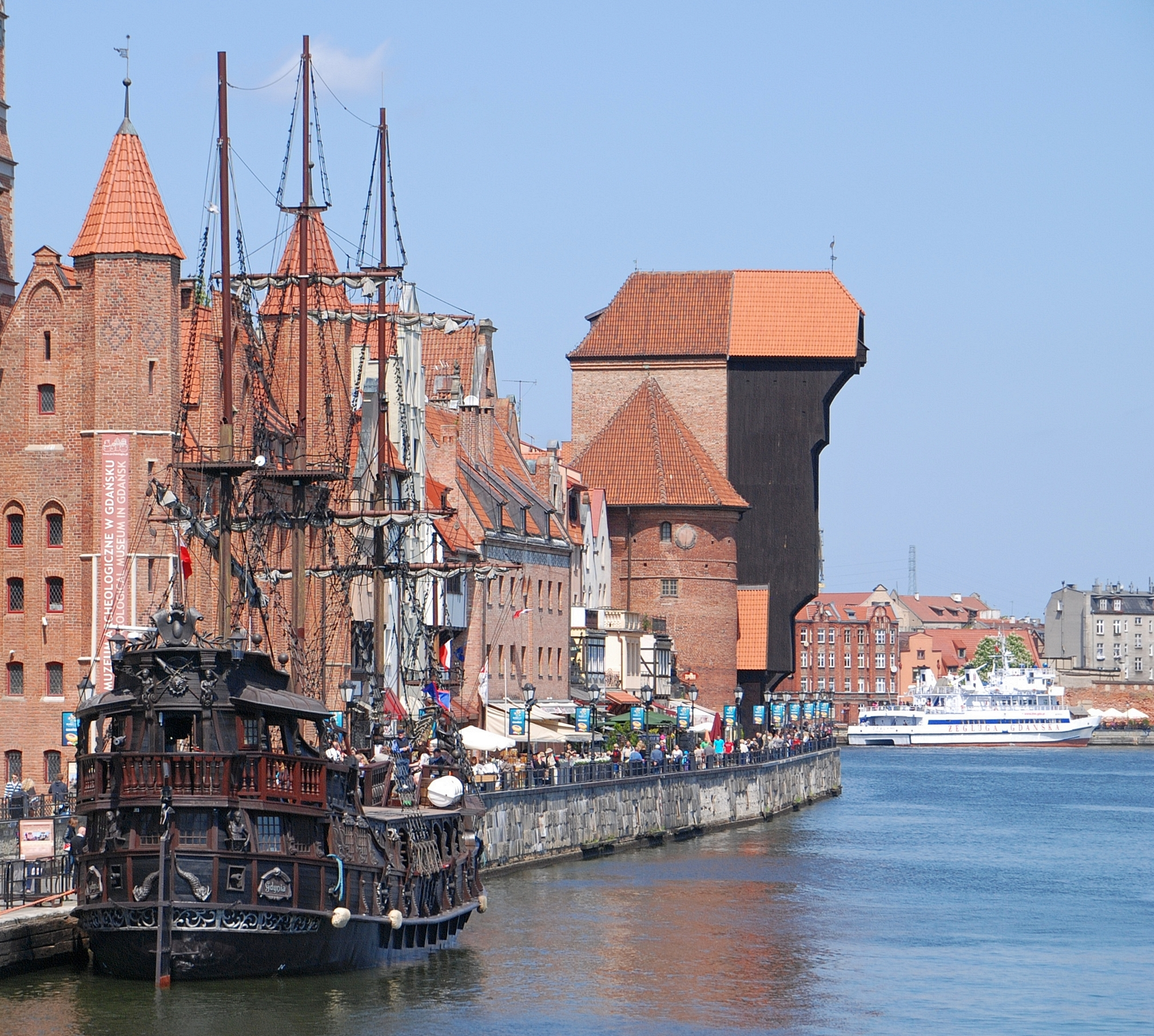
Kikötői daru (1442–44)
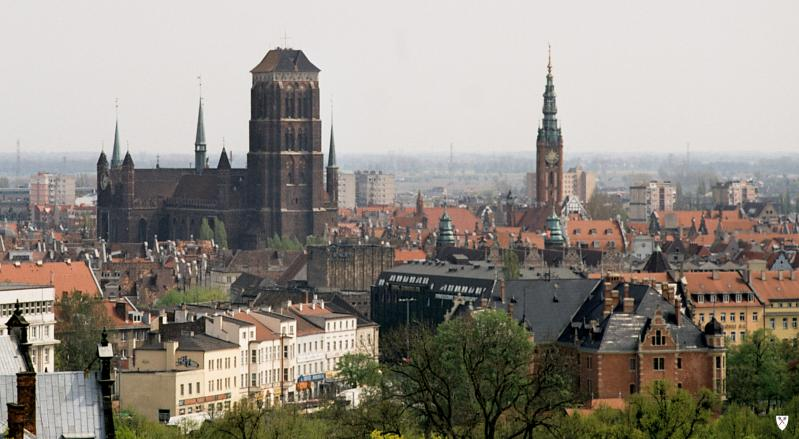
Mária-templom és a felsővárosi városháza
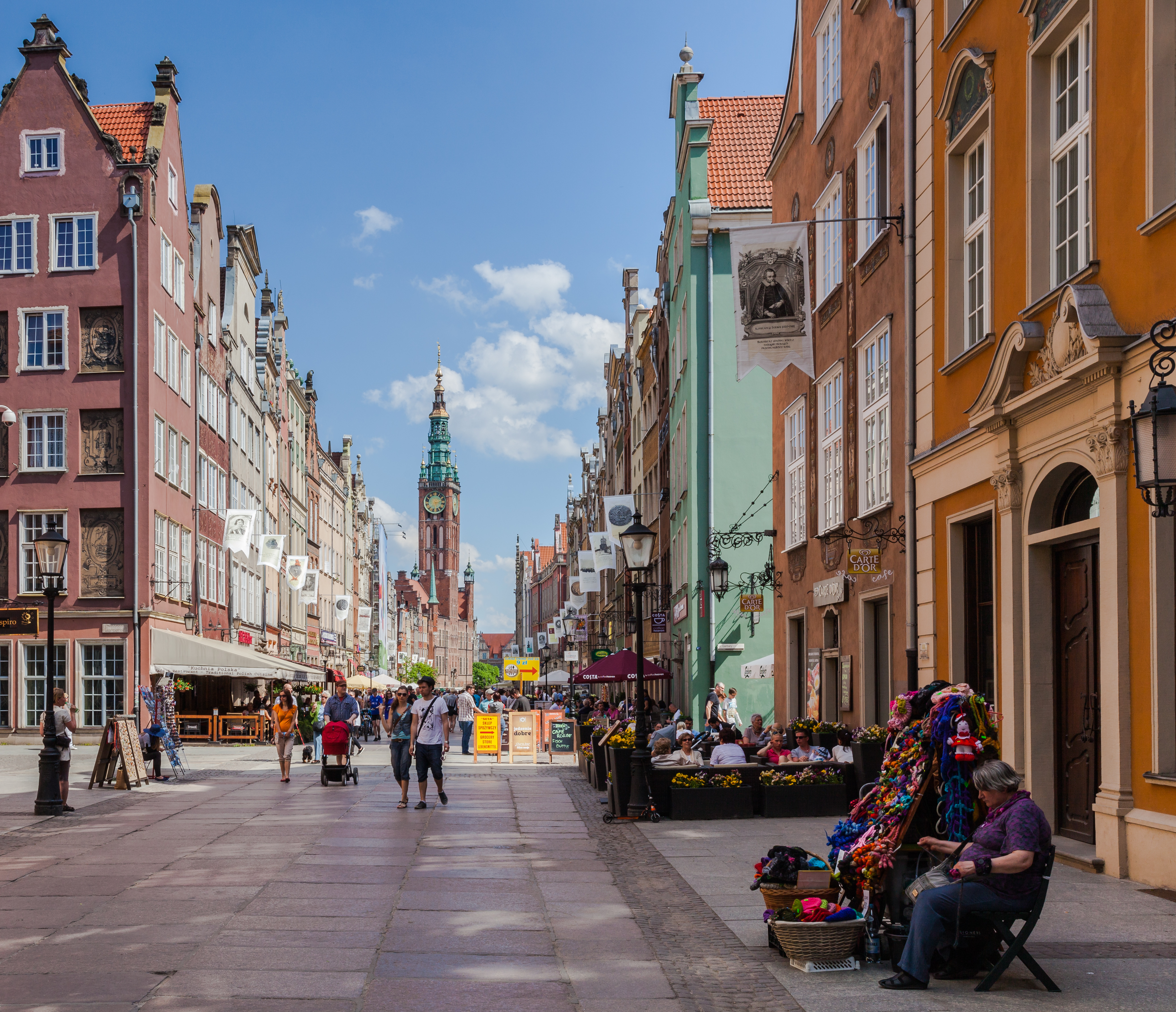
Hosszú utca
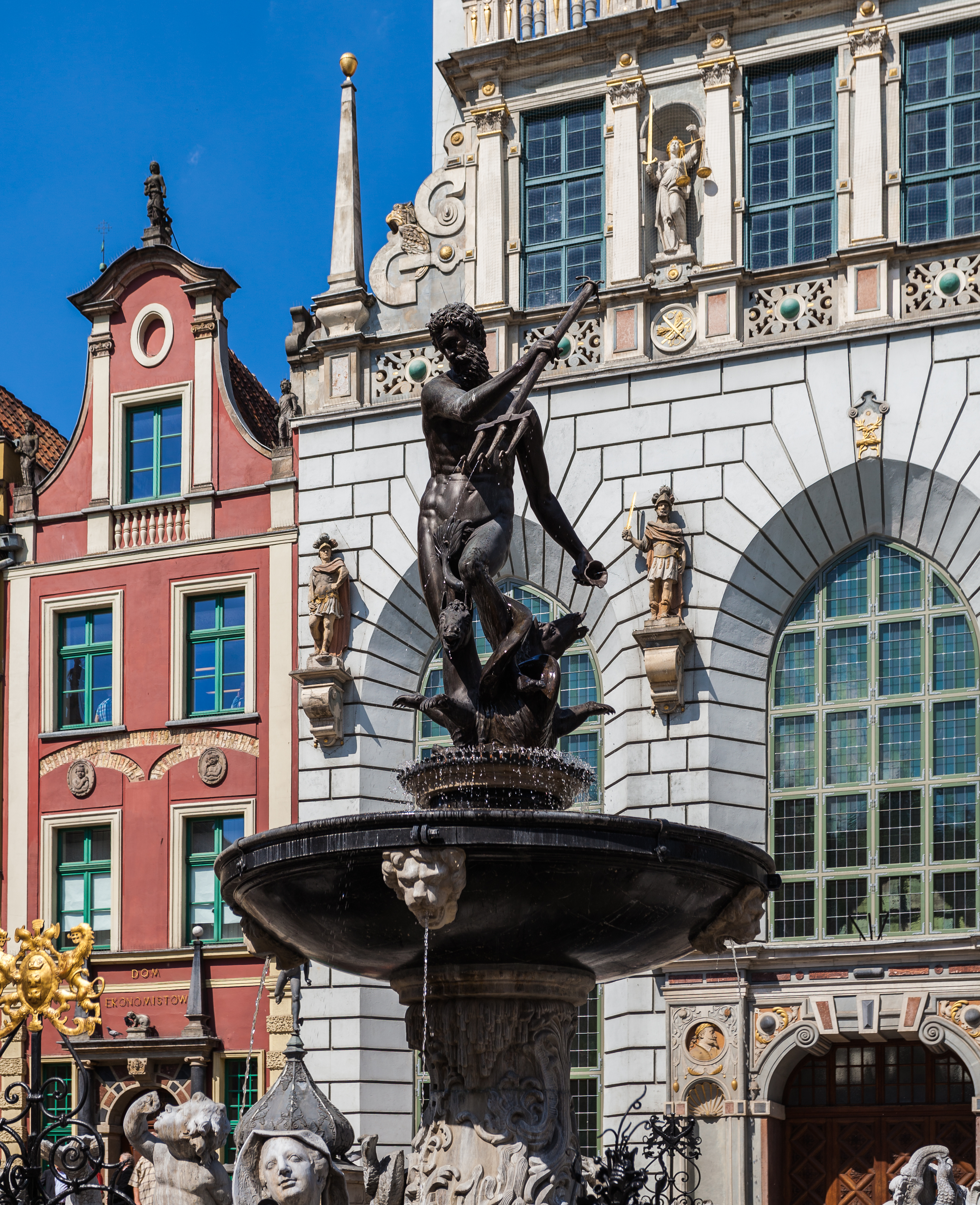
Neptun-szökőkút
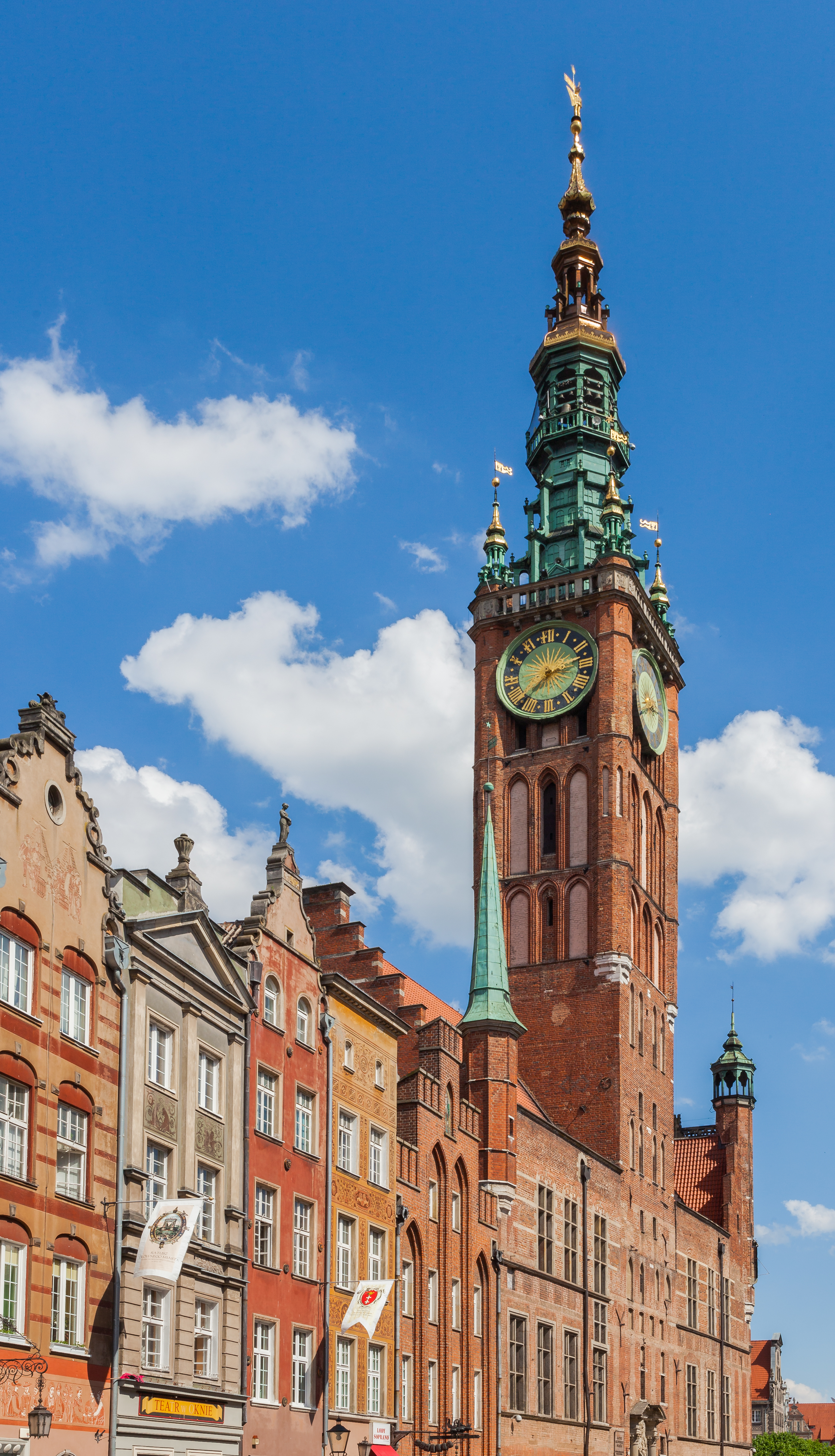
A felsőváros városháza (Gdańsk Felsőváros negyedének városháza)
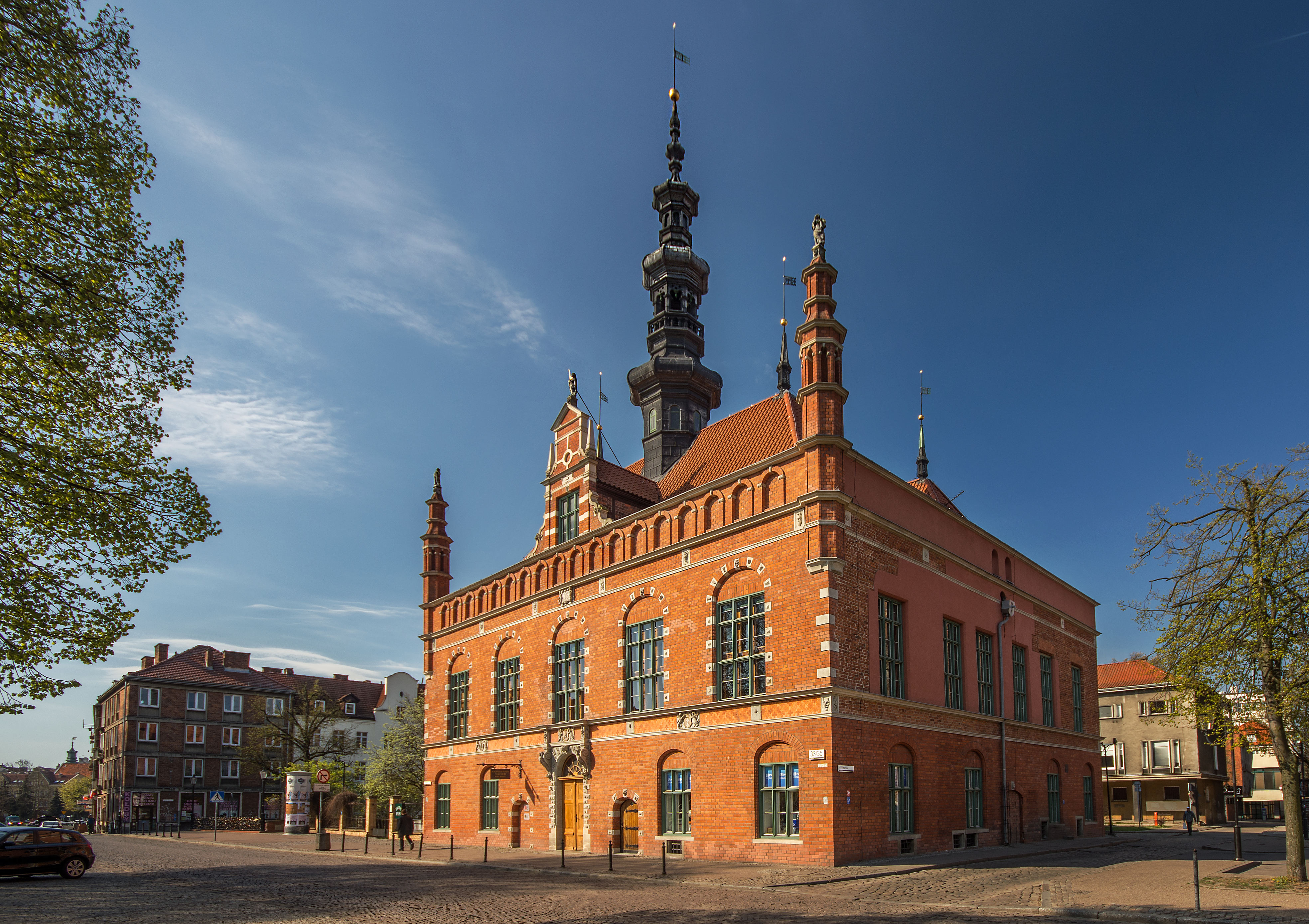
Az óvárosi városháza (Gdańsk Óváros negyedének városháza), 2016
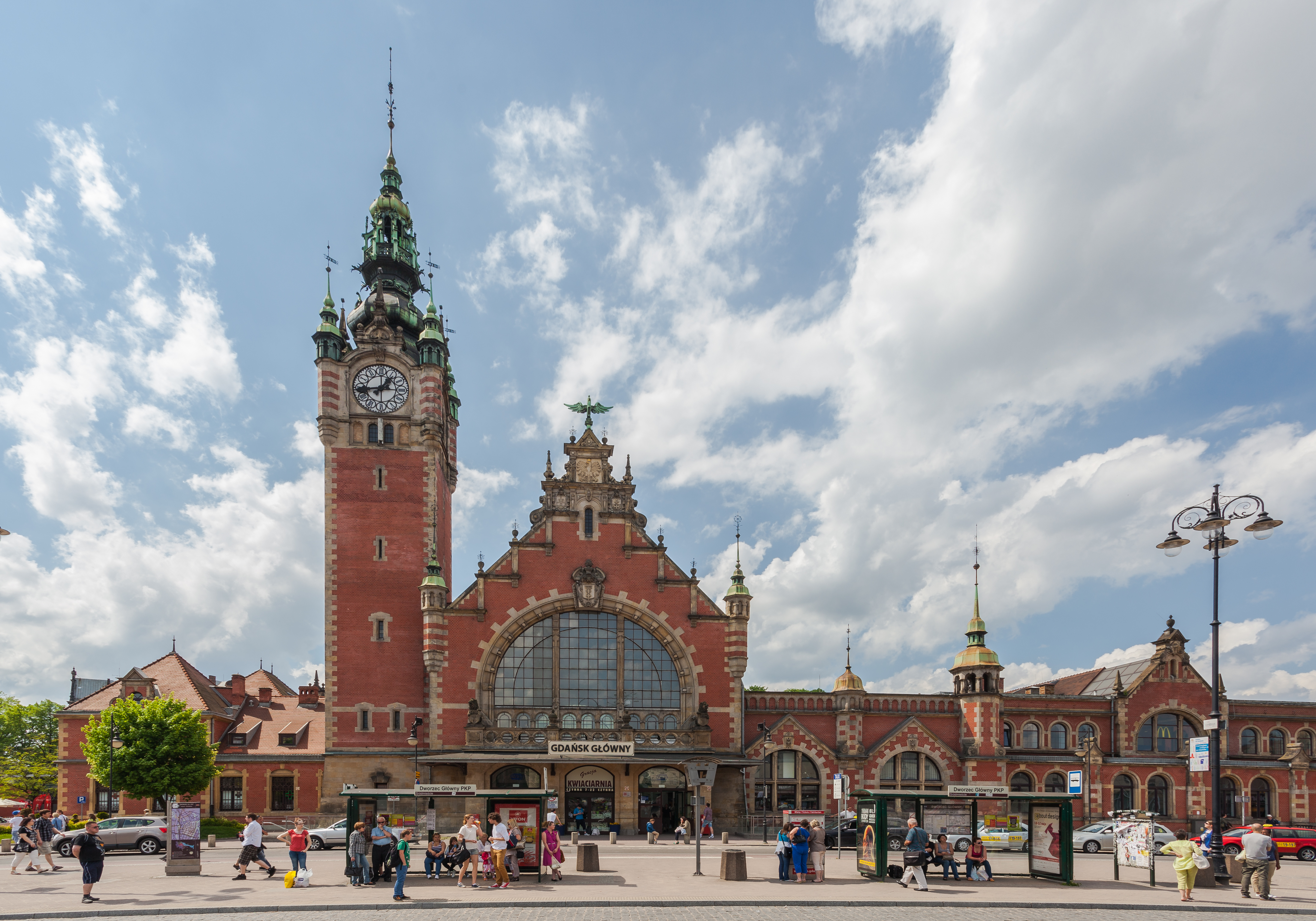
Gdańsk vasúti főpályaudvara
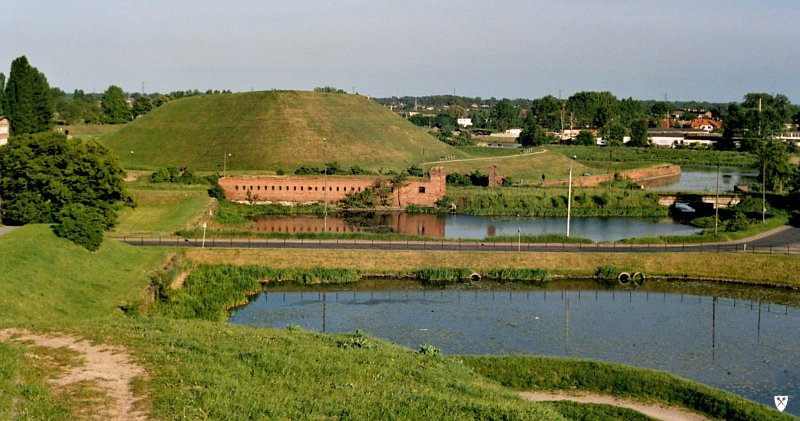
Bölény bástya – Alsóváros
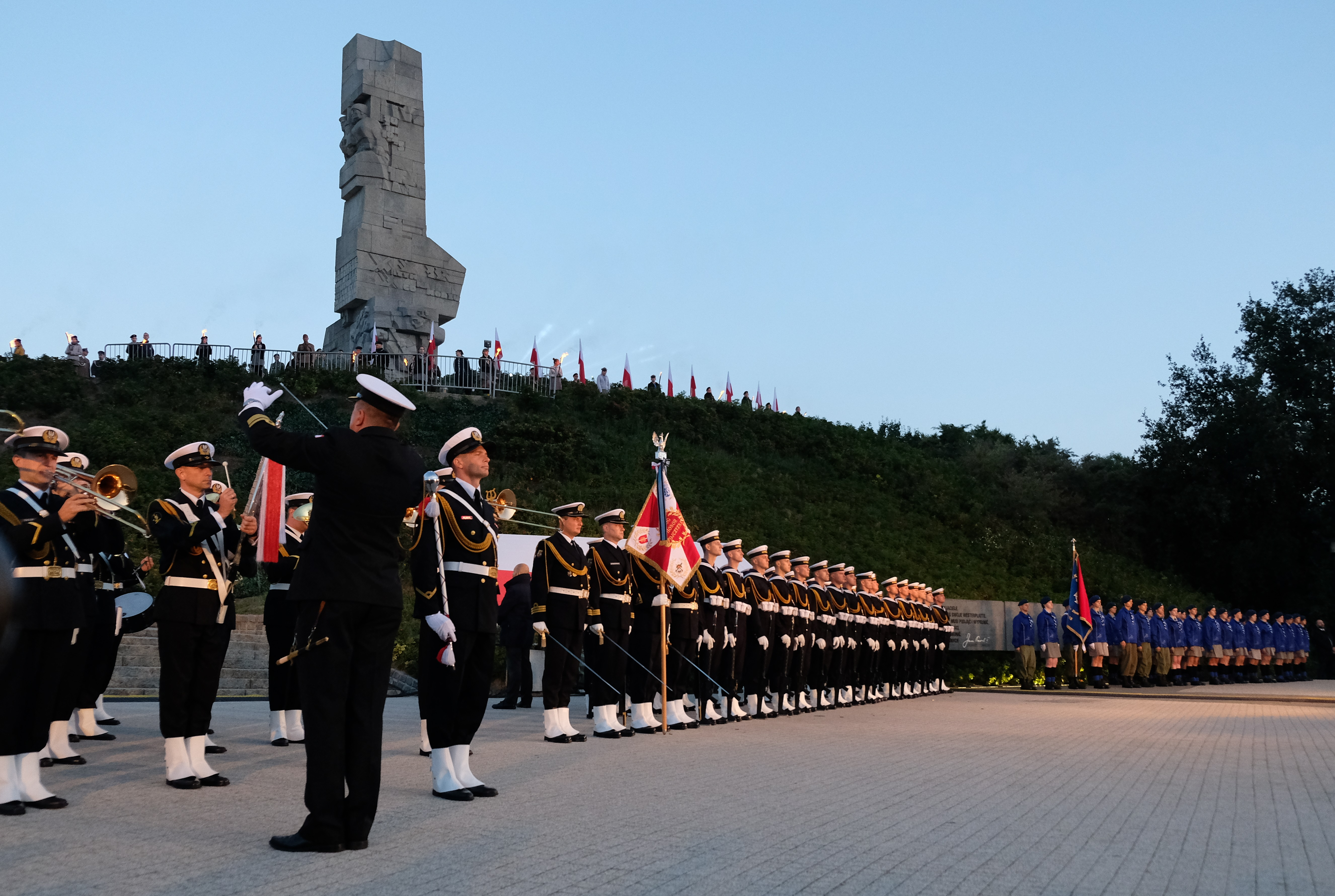
A Westerplatte védőinek emlékműve
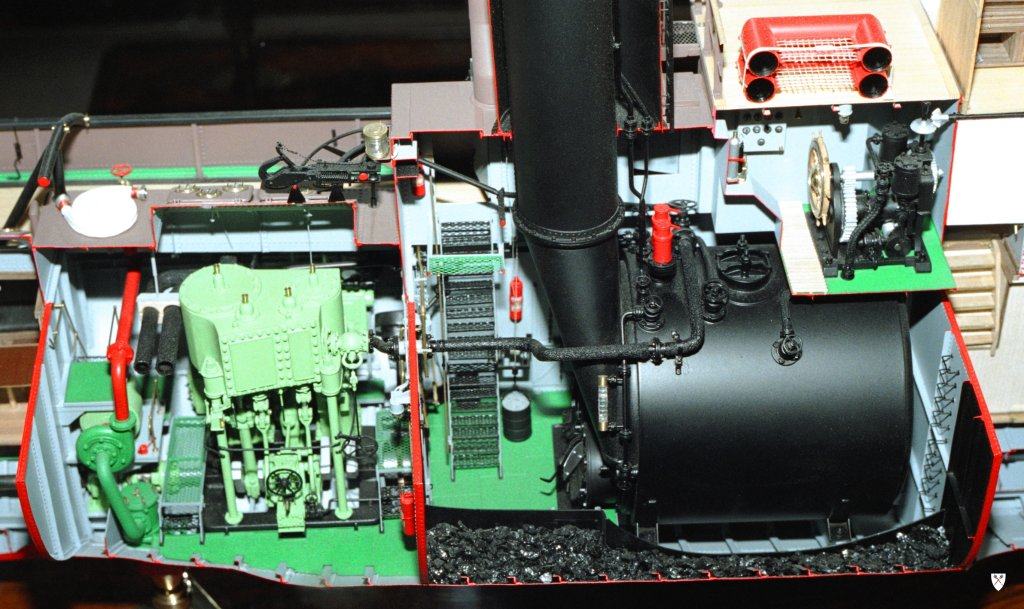
A Słoń vontatóhajó gőzgépe 1893. Központi Tengeri Múzeum – Ołowiankai magtár
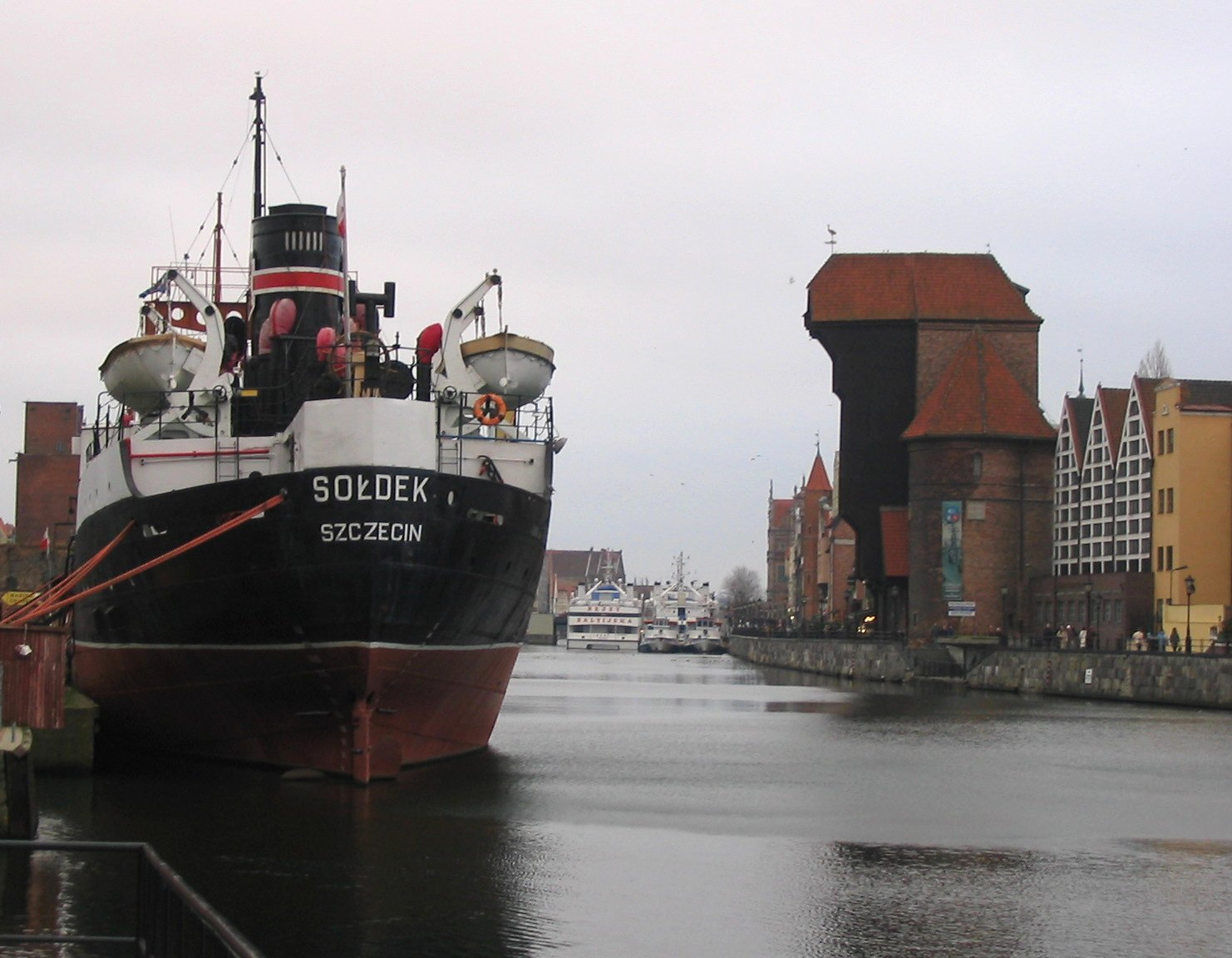
A háború után a szczecini hajógyárban épült Sołdek gőzhajó - jelenleg múzeum

1410-ben a gdański tanács elismerte II. Jagelló Ulászló uralmát. Gdańsk különböző előjogokat kapott, például megkapta a környező településeket. Egy évvel később a toruńi egyezmény értelmében feloldotta Gdańskot a neki tett eskü alól. Gdańskot utolérte a keresztesek megtorlása. 1440-ben Gdańsk csatlakozott a Porosz Szövetséghez. 1454-ben, 145 év után véget ért a keresztesek uralma Gdańsk felett. Ugyanebben az évben IV. Jagelló Kázmér király hozzácsatolta Gdańskot Lengyelországhoz, egyúttal azt a privilégiumot adományozva, hogy saját pénzt verhessen (ugyanezt a privilégiumot Toruń is megkapta). Gdańskot felmentették a part menti törvények érvényessége alól, és a porosz földek képviselői részt vehettek a lengyel királyválasztáson.
Gdańsk 1455-ben lépett be a Lengyelország és a Német Lovagrend közötti tizenhárom éves háborúba. A gdańskiak behódoltak Jagelló Kázmérnak, és a város ún. „nagy privilégium”-ot kapott, melyben biztosították az ellenőrzés nélküli áruszállítást a Visztulán Lengyelországból, Litvániából és Oroszországból, és más privilégiumokat, amelyeket a város a háborúban való részvételért kapott.
Az 1466-ban megkötött második toruńi béke biztosította a Gdański Pomeránia és Warmia Lengyelországban maradását.
1467-ben a király eltörölte a helytartói hivatalt és a Korona mintájára a capitaneus Prussiae Generalis címet alapította. Megalapította a Pomerániai vajdaságot, melyben létrehozta a várispánok (lengyelül kasztelan), kamarások és bírók hivatalát, ezek együttesen alkották az ún. porosz tanácsot, amelynek tagjai közé tartoztak Gdańsk, Elbląg és Toruń képviselői is. Ezeknek a városoknak az élére a király sztarosztákat is nevezett ki.

### Újkor
1525-ben zavargások törtek ki a városban Eberhard Ferber polgármester ellen, és megdöntötték a régi magisztrátust. 1526-ban Öreg Zsigmond király Gdańskba utazott, leverte a zendülőket, kiterjesztette saját városi megbízottjának jogosítványait, akinek így nagyobb hatóköre lett, mint a polgármesternek. Gdańsk protestáns várossá lett. Egységesítették a pénzeket is.
1577-ben Báthory István lengyel király megerősítette a város privilégiumait. 1627-ben a közeli Oliwa mellett tengeri csata zajlott le. 1660-ban az oliwai békével lezárult a svéd–lengyel háború. 1700–1721 között a nagy északi háború idején Gdańskot többször fenyegették idegen hadseregek.
A lengyel örökösödési háborúban Gdańsk Leszczyński Szaniszló király mellé állt, így a város Lengyelországban az orosz intervencióval szembeni ellenállás legfőbb pontjává lett. 1734-ben elfoglalták az orosz csapatok, miután az ágyútűz részben romba döntötte.
Poroszország 1772-ben elfoglalta néhány birtokát, valamint az Új Kikötőt. Lengyelország első felosztása Poroszország számára lehetővé tette a Gdańsk feletti ellenőrzést egyrészről Toruń határától Gdańsk határáig a Visztulán, másrészről az Új Kikötő elfoglalásával. 1793-ban a poroszok megszállták Gdańskot.

### 19. század
1807-ben, miután Bonaparte Napóleon elfoglalta a várost, megkezdődött az első szabad városi korszak, megalakult a Danzigi Köztársaság. A bécsi kongresszus 1815-ben új határokat jelölt ki, Danzig porosz uralom alá került. 1852-ben kiépült az első vasútvonal, mely a várost Dirschauval és Bromberggel kötötte össze, 1870-ben megnyílt a stettini vonal is. 1873-ban helyezték üzembe az első lóvasutat, amely Oliwáig ment.

### 20. század

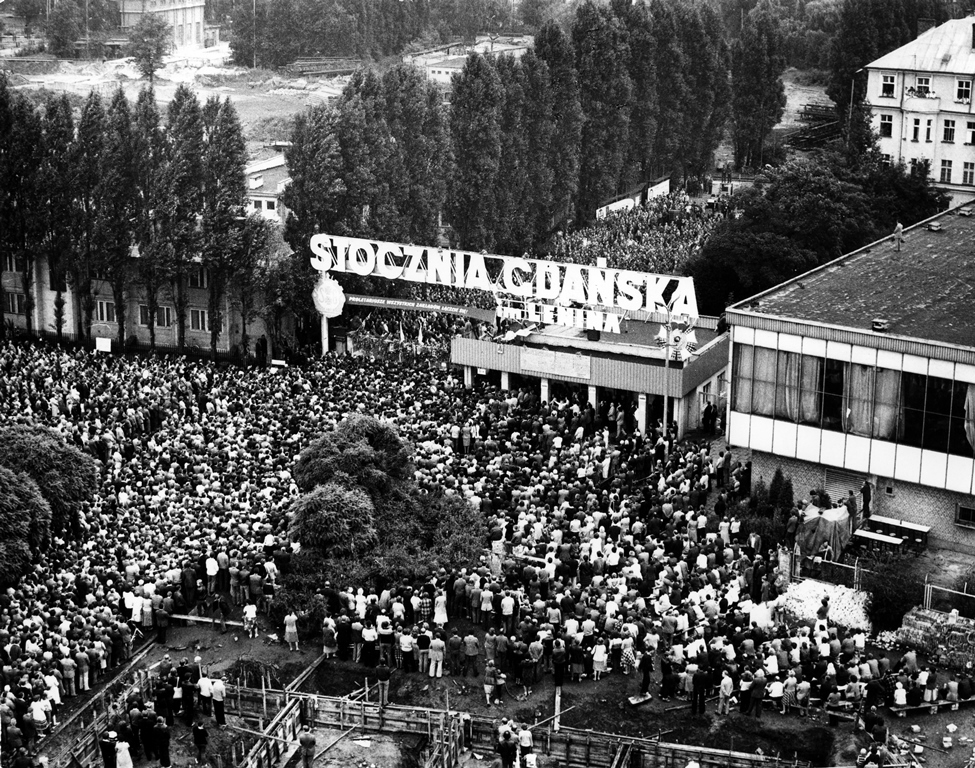
Sztrájk a Lenin Hajógyárban 1980 augusztusában

1920-tól a versailles-i békeszerződés értelmében Danzig Szabad Város néven különleges státust kapott. 1925-ben a szabad város területén lengyel egyházmegyét alapítottak.
1939. szeptember 1-jén a Schleswig-Holstein csatahajó a Westerplattéra leadott sortüzével, kezdődött a második világháború. 1945. március 30-án a szovjet és lengyel csapatok által elfoglalt várost Lengyelországhoz csatolták. Miután a németek feladták a várost, annak 80 %-át elpusztították a különösen a történelmi városmag rombolására összpontosító szovjetek. A megsemmisített műemlékeket 1960-ra hozták helyre.
Az 1950-es és 1960-as években újjáépítették a háborúban elpusztult történelmi óvárost. Eközben háború előtti, hagyományosan német  jellegét kevéssé vették figyelembe. A rekonstrukció sokkal inkább politikai szándékú volt; a várost kulturálisan és építészetileg is „meg akarták tisztítani”.
Gdańsk a Lengyel Népköztársaság egyik legjelentősebb hajózási és ipari központjává vált. A Szovjetunió a kikötő, valamint három nagy hajógyár fejlesztésével próbálta erősíteni a balti régióban betöltött szerepét.
1970 decemberében a Lenin Hajógyárban sztrájk kezdődött. A milícia és a hadsereg fegyvert fogott a tüntető munkások ellen, sebesültek és halottak maradtak a támadás után. A pártház épülete előtti népgyűlés után felgyújtották a székházat.
1980. augusztus 31-én aláírták az augusztusi egyezményt, amely lezárta a tiltakozások és sztrájkok hullámait. Az egyezmény garantálta többek között az első szabad szakszervezetek megalakulását. Ezeket az eseményeket tartják a kelet-európai kommunista rendszer összeomlása kezdetének. Egy évvel később lezajlott a Szolidaritás Független Szakszervezet (Solidarność) szakszervezet első országos kongresszusa.
1983-ban a gdański Lech Wałęsa Nobel-békedíjat kapott. 1987-ben II. János Pál pápa meglátogatta a várost. 1994. november 24-én a Gdański Hajógyár csarnokában tartott koncert közben tűz ütött ki, amelyben 7 ember meghalt és 300 megsérült. 1995. április 17-én gázrobbanás történt, és egy lakóház összeomlott, ami 22 ember halálát okozta.
1997-ben ünnepelték Gdańsk 1000. évfordulóját.

### 21. század
2002. szeptember 2-án az Európai Tanács tiszteletbeli lobogója hivatalosan átadásra került a gdański hatóságok számára. A díj elismerést jelentett a városnak a külföldi partnervárosok közötti kapcsolatok fejlesztésében, és egyfajta jutalom is volt a Gdansk által az európai egység ötletének előmozdításában elért eredményekért.
2008-ban megalakult a Gdański Shakespeare Színház, a színházépítés 2014-ben fejeződött be.

## Gazdasága
A városban jelentős a hajógyártás, a petrolkémiai és vegyipar, valamint az élelmiszer-feldolgozás.
A csúcstechnológiai ágazatok, mint például az elektronika, a távközlés, az informatika, a kozmetika és a gyógyszerek gyártása növekvő tendenciát mutat. Az ásványi feldolgozás szintén fontos részét képezi a helyi gazdaságnak, hiszen a világon megtalálható borostyánnak a nagy része a Balti-tenger mentén található.
A Pomerániai vajdaság, beleértve Gdańskot nyáron jelentős turisztikai célpont, hiszen a lengyelek és más európai turisták milliói nyaralnak a Balti-tenger partján.

## Közlekedése

### Közúti közlekedése
Gdańsk fontos európai közúti közlekedési útvonalak metszéspontjában található (E28, E75 és E77). A Gdanski kikötőnél kezdődik a 91-es országút, ehhez kapcsolódik a 7. számú országút és az S6 és S7-es gyorsforgalmi utak. A 89-es számú országút a városon áthalad, továbbá az úthálózat gerincét hat községi jelentőségű út alkotja (218, 221, 222, 468, 472 és 501).

Gdansk fő közlekedési útvonalai.

Fontos tranzitút a várost elkerülő autópálya körgyűrűje, amely az A1-es autópálya Gdyniáig tartó kiterjesztése. A déli elkerülő út Varsó irányába teremt kapcsolatot.
A város fő közlekedési tengelyét egy többnyire 3x3 sávval megépült sugárút adja, összekötve észak-déli irányban a főbb közlekedési pontokat és kerületeket.

### Vasúti közlekedése
1852. augusztus 6-án létesült vasúti kapcsolat Gdańsk és Tczew városa között, amely része volt a Kelet-Porosz Vasúti Társaságnak (Preußische Ostbahn), amely magában foglalt egy, a Berlinen keresztül Kostrzyn-Krzyż-Piłę-Bydgoszcz-Tczew irányban Kaliningrádig tartó vasútvonalat. 1857 októberében Gdańsk és Malbork között épült meg a következő vasúti szakasz. 1870-re fejeződött be Słupsk és Gdańsk között a vasúti kapcsolat megépítése a Berlin-Stettiner Eisenbahn Gesellschaft kivitelezésében. Az 1876–77-es években tovább folytatódott egy újabb útvonal megépítése Malbork-Iława-Działdowo-Mława irányában, így 1877. szeptember 1-jével átadásra is került a Varsó–Gdańsk-vasútvonal.
A második világháború végéig üzemelt az 1914-ben épült a Gdańsk-Wrzeszcz - Stara Piła (Kartuzy) vasútvonal. 2015-ben európai uniós támogatásokból épült újjá teljesen akadálymentesen, ami a város nemzetközi repülőterével nyújt kényelmes és gyors összeköttetést. Ez a vonal ma már a városi elővárosi hálózat részét képezi.

### Tömegközlekedése
A Hármasvárosban a tömegközlekedés szempontjából fontos szerepet játszik a Szybka Kolej Miejska - SKM (Városi Gyorsvasút), amelynek vonatai Gdańsk-Sopot-Gdynia-Rumia-Reda-Wejherowo-Lębork-Słupsk útvonalon közlekednek, a legsűrűbb követési idővel a Gdańsk-Gdynia szakasz rendelkezik, itt 7-8 percenként követik egymást a szerelvények csúcsidőben, a PKP-tól (Polskie Linie Kolejowe - Lengyel Államvasutak) vágányaitól függetlenül kiépített saját pályán.
A gdański városi közlekedést a ZTM (Zarząd Transportu Miejskiego w Gdańsku) kezeli. A hálózat 73 rendszeres, 12 éjszakai és 2 szezonális autóbuszvonalból (teljes hossza 776,7 km), valamint 12 villamosvonalból áll, amiből 1 alkalmi éjszakai vonal, illetve további 2 szezonális vonal (teljes hossza 116,7 km).
A nyári szezonban a megnövekedett turistaforgalom miatt Gdańsk, Sopot és Hel városai 2006-tól létrehozták az úgynevezett vízi villamosokat. A kompok három vonalon közlekednek.
2004-től kezdődően a gdański városi közlekedési projekt részeként a gdański önkormányzat korszerűsítette a meglévő villamospályákat, valamint környezetbarát, kényelmes és alacsonypadlós autóbuszokat és villamosokat vásárolt.

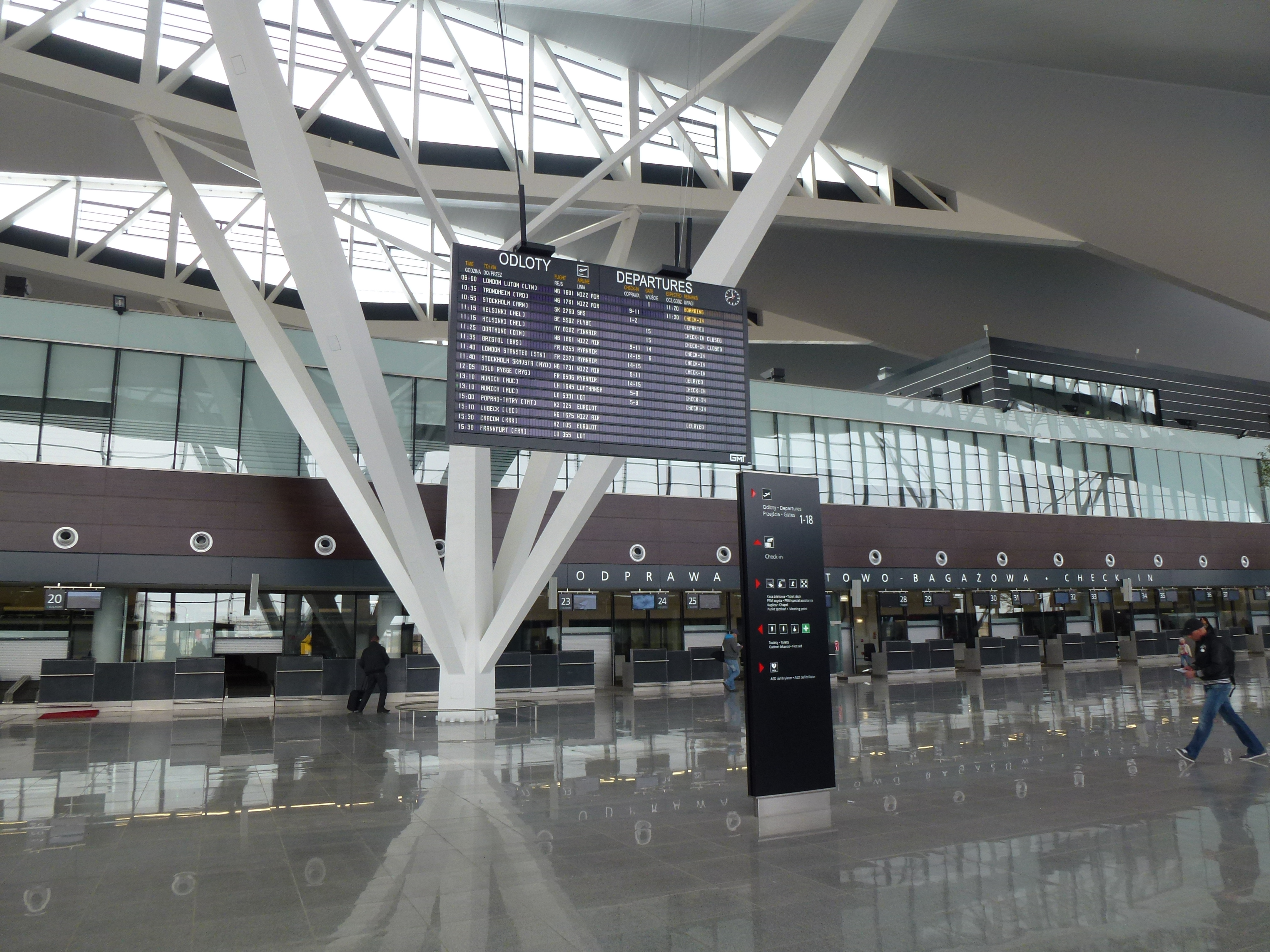
A Gdanski repülőtér új terminálja

### Légi közlekedése
A város határában, Matarnia kerületben épült a Gdańsk Lech Wałęsa repülőtér, ami személyforgalmát tekintve a harmadik legnagyobb Lengyelországban (Varsó és Krakkó után).

## Műemlékek és érdekességek
A városnak sok gyönyörű épülete maradt fenn abból az időből, amikor a Hanza-szövetség tagja volt. A legtöbb turista attrakció az Ulica Długa (Hosszú utca) és Długi Targ (Hosszú Piac) területén vagy közelében található. Gyalogos útvonal épült ki az eredeti történeti (főleg 17. századbeli) stílusban újjáépített épületek között, melyet mindkét végén remek városkapuk határolnak. Ezt a részét a városnak gyakran Királyi Útnak hívják, mert a várost meglátogató királyok itt vonultak végig.
Az itt látható nevezetességek:
- Városkapuk
  - Daru
  - Mária-kapu
  - Chlebnicka-kapu
  - Arany kapu
  - Zöld kapu
  - Magas kapu
- Bástyák
  - Szalma bástya
  - Jacek-bástya
  - Hattyú bástya
  - Világítótorony bástya
- Nagy fegyvertár
- Vásárcsarnok
- Börtöntorony és kínzókamra
- Felsővárosi városháza (Gdańsk Felsőváros negyedének városháza)
- Óvárosi városháza (Gdańsk Óváros negyedének városháza)
- Nagy malom
- Szűz Mária-templom
- Szt. János-templom
- Királyi kápolna
- Artus udvara
- Neptun-szökőkút

## Kultúra

### Múzeumok

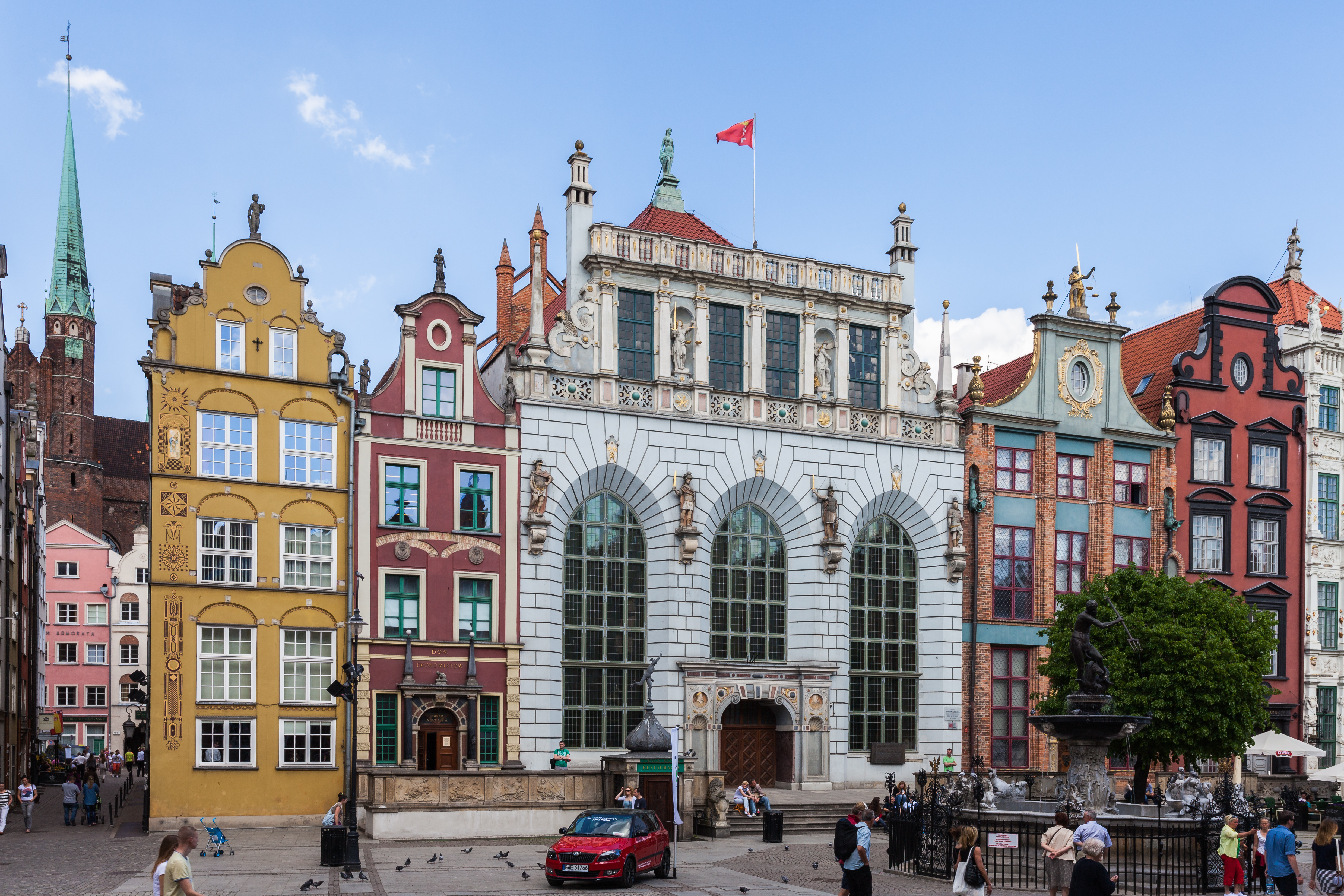
Artus udvar

(címek és nyitvatartási idő)
- Gdańsk város történeti múzeuma (Muzeum Historyczne Miasta Gdańska)
  - Gdańsk Felsőváros negyedének városháza (Ratusz Głównego Miasta)
  - Artus udvar (Dwór Artusa)
  - Uphagen háza (Dom Uphagena)
  - 1. sz. őrhely a Westerplattén
  - Toronyóra múzeum – (Szent Katalin templom) Rajska utca
  - Gdański sport és turisztikai múzeum
  - Lengyel postamúzeum
  - Borostyánmúzeum
  - Erőd a Visztula torkolatánál (Twierdza Wisłoujście)

- Nemzeti Múzeum
  - Régi művészet osztálya
  - Apátok palotája

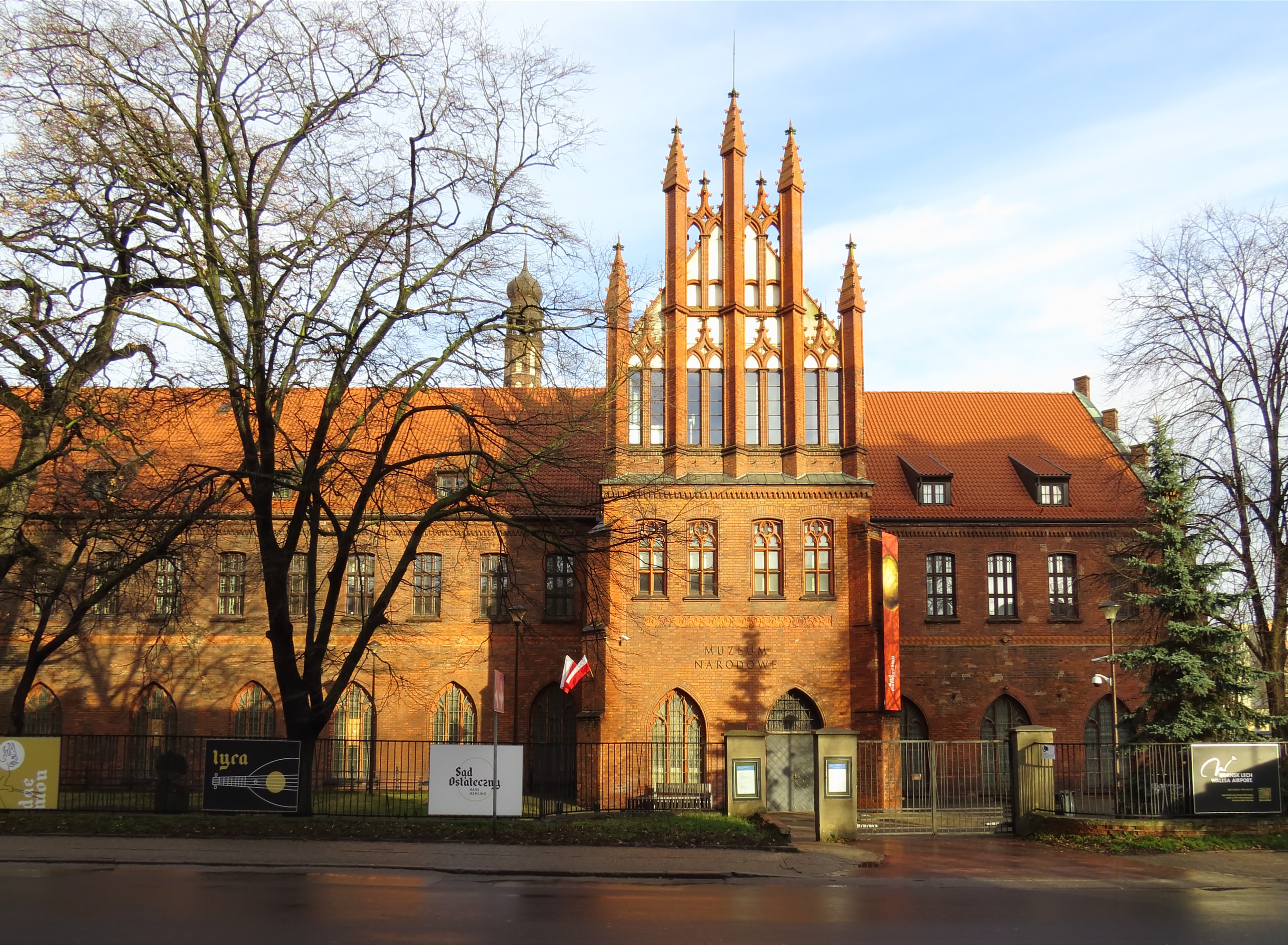
Nemzeti Múzeum

  - Néprajzi múzeum – Apátsági magtár
  - Gdański fotó tár
- Központi Tengeri Múzeum
  - Ołowiankai magtár
  - Darus kapu
  - Sołdek (hajó)

- Gdański régészeti múzeum
- "Út a szabadsághoz" kiállítás
- Gdańsk Új kikötő: világító torony

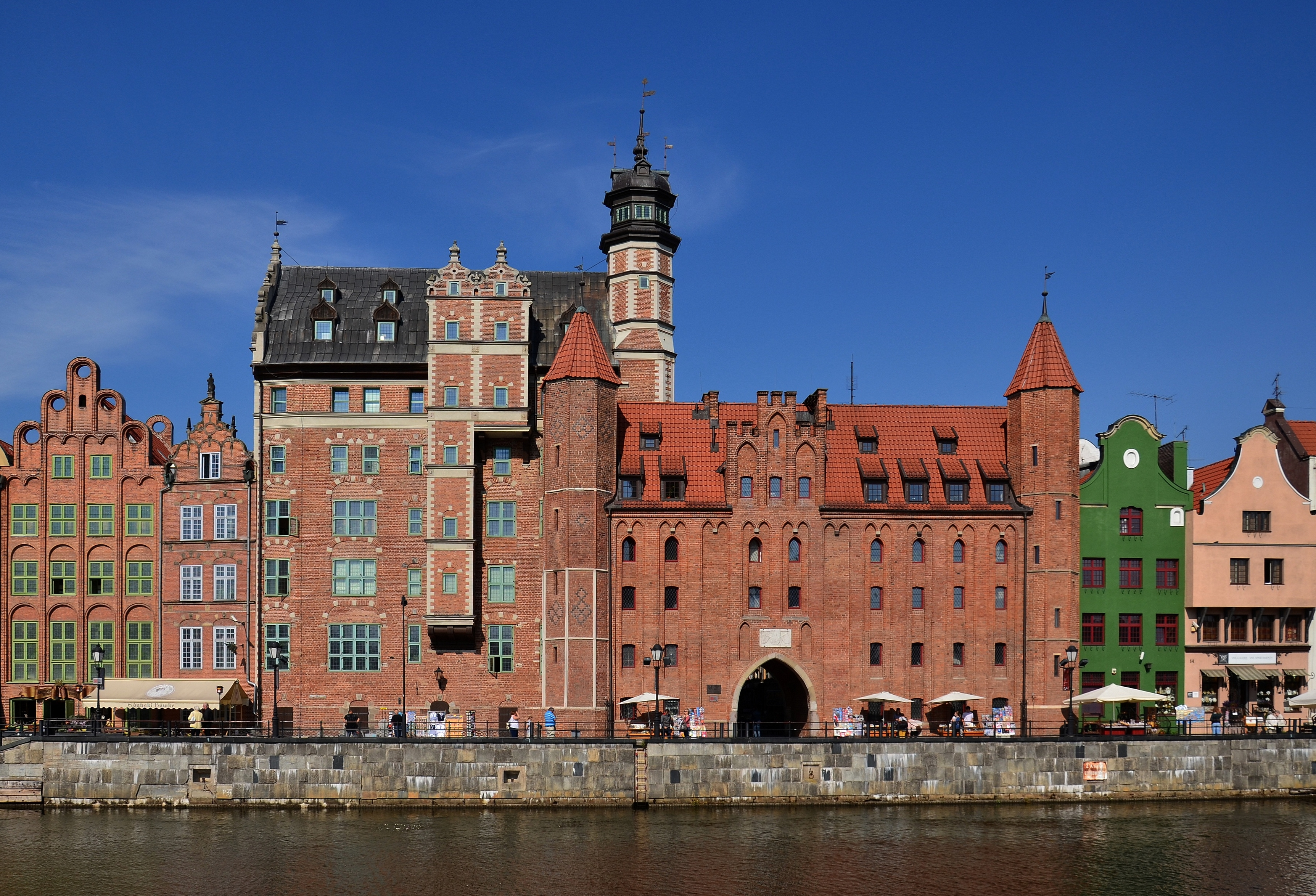
Gdański régészeti múzeum

- Műemlék vízikerék hajtotta kovácsműhely Oliwában
- Gdański erőd
- Pedagógiai múzeum
- Egyházmegyei múzeum
- Gdański hajógyár múzeuma Doki utca 1

### Színházak és hangversenytermek
- FETA
- Malarnia
- Miniatura
- Balti Opera
- Polska Filharmonia Bałtycka im. Fryderyka Chopina (F. Chopin nevét viselő lengyel balti filharmónia)
- Qfer
- Próbaterem 314
- Teatr Wybrzeże (Tengermelléki színház)
- Teatr Wybrzeżak
- Fundacja Theatrum Gedanense

## Média

### Televízió
- TVP3 Gdańsk
- Telewizja EiA
- Telewizja PTV

### Rádió
| Rádióállomás               | Alapítás éve | Frekvencia |
| -------------------------- | ------------ | ---------- |
| Radio Gdańsk               | 1945         | 103,7 MHz  |
| Radio Plus Gdańsk          | 1992         | 101,7 MHz  |
| Radio Eska Trójmiasto      | 1999         | 94,6 MHz   |
| Radio Złote Przeboje       | 2004         | 103,0 MHz  |
| Radio Kaszëbë              | 2004         | 92,3 MHz   |
| Radio RMF Maxxx Trójmiasto | 2008         | 96,4 MHz   |

### Elektronikus sajtó
- Trojmiasto.pl
- Gdansk.Naszemiasto.pl
- Pomorska.TV
- MMTrojmiasto.pl

## Oktatás

### Egyeteme, főiskolái

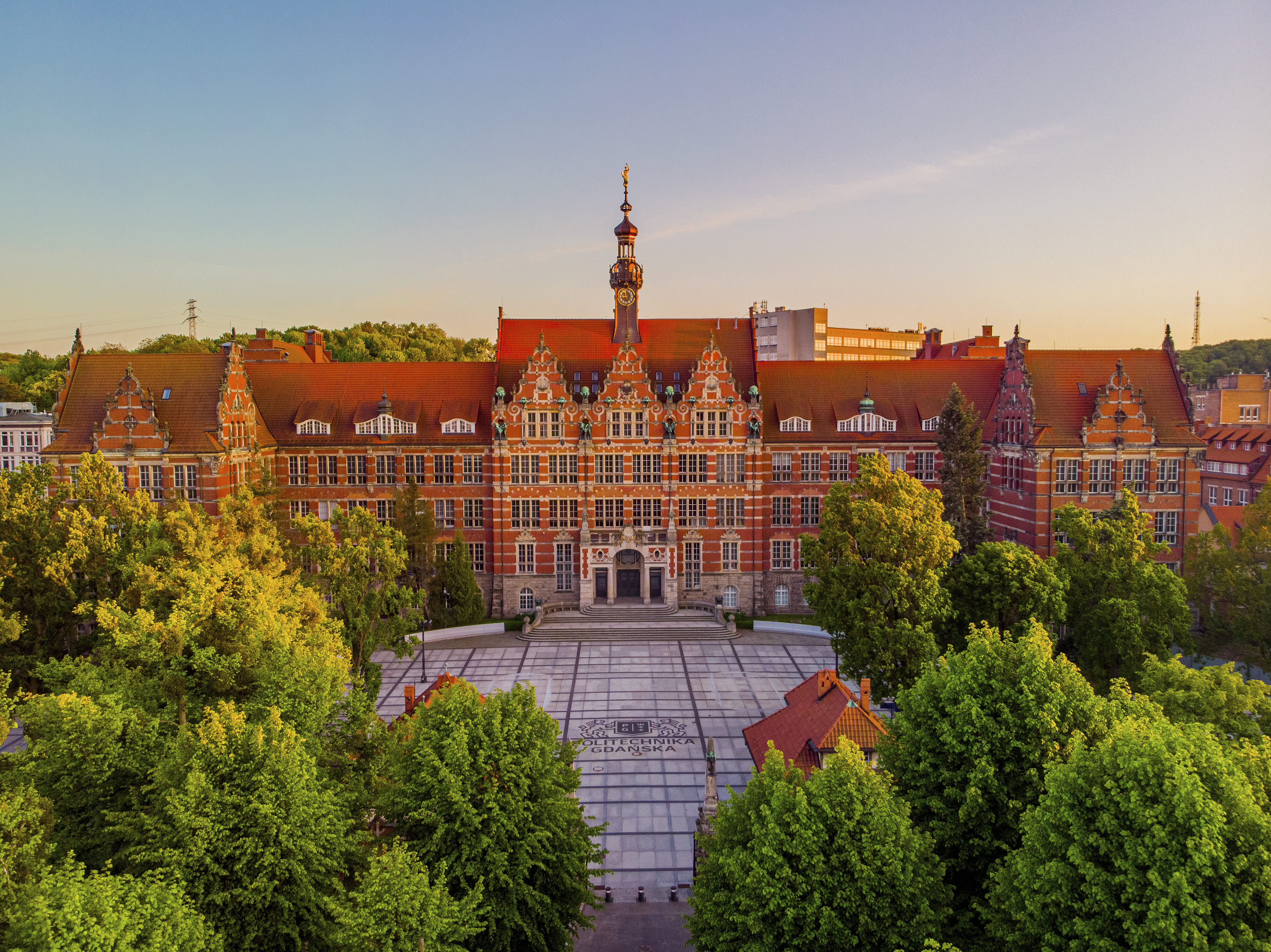
Műegyetem

A gdański egyetemeken és főiskolákban mintegy 60 000 hallgató tanul, így Gdańsk Lengyelország egyik legnagyobb egyetemi központja.
- Orvosi Akadémia részlege Archiválva 2006. szeptember 24-i dátummal a Wayback Machine-ben
- Zeneakadémia részlege
- Szépművészeti Akadémia részlege
- Testnevelési és Sport Akadémia részlege
- Gdański szeminárium
- Politechnika Gdańska (Műegyetem)
- Gdański Egyetem
- Ateneum – Főiskola
- Gdański Humán Főiskola
- Gdański Adminisztrációs Főiskola
- Bank Főiskola
- Közgazdasági Főiskola
- Turisztikai és Szállodaipari Főiskola
- Államigazgatási Főiskola

### Tudományos szervezetek
- Balti Intézet
- Gdański Tudományos Társaság

## Sportélete
- Lechia Gdańsk (football)

## Nevezetes lakói
- II. (Nagy) Świętopełk (†1266) – herceg
- Jan Dantyszek (1485–1548) – püspök, diplomata
- Abraham van den Blocke (1572–1628) – szobrász, építész
- Izaak van den Blocke (1572–1626) – festő
- Jeremiasz Falck (1610–1667) – vésnök
- Jerzy Strakowski (1614–1675) – városi mérnök
- Johannes Hevelius (1611–1687) – csillagász
- Itt halt meg emigrációban Vay Ádám (1657–1719) – kuruc tábornok.
- Daniel Gabriel Fahrenheit (1686–1736) – fizikus
- Daniel Gralath (1708–1767) – polgármester, tudós
- Daniel Chodowiecki (1726–1801) – festő
- Adam Kazimierz Czartoryski (1734–1823) – herceg
- Jan Uphagen (1731–1802) – kereskedő
- Krzysztof Celestyn Mrongovius (1764–1855) – pedagógus, lelkipásztor
- Arthur Schopenhauer (1788–1860) – filozófus
- Lech Bądkowski (1920–1984) – író, politikus
- Günter Grass (1927–2015) – Nobel-díjas író
- Lech Wałęsa (1943–) – béke Nobel-díjas, szakszervezeti aktivista, a Lengyel Köztársaság egykori elnöke
- Krzysztof Kolberger (1950–2011) – színész
- Jan de Weryha-Wysoczański (1950–) – szobrász
- Jerzy Owsiak (1953–) – WOŚP alapítója
- Donald Tusk (1957) – politikus, történész
- Paweł Huelle (1957–) – író
- Dariusz Michalczewski (1968–) – sportoló

## Nevét viseli még
- ORP Gdańsk – kirándulóhajó, a második világháború alatt bázis-hajó
- Gdańsk – teherszállító hajó
- ORP Gdańsk – lengyel rakéta-naszád